# ديفيد فيلجات
ديفيد فيلجات (بالإنجليزية: David Felgate) هو لاعب كرة قدم بريطاني في مركز حراسة المرمى، ولد في 4 مارس 1960 في Blaenau Ffestiniog ‏ في المملكة المتحدة. شارك مع منتخب ويلز لكرة القدم. أما مع النوادي، فقد لعب مع بولتون واندررز وغريمسبي تاون وكارديف سيتي ومانشستر سيتي ونادي بوري ونادي تشستر سيتي ونادي تشورلي ونادي روتشديل ونادي كرو ألكساندرا ونادي لينكولن سيتي ونادي هايد إف سي ووولفرهامبتون واندررز وويغان أتلتيك.